# Gustavo López
Gustavo Adrián López Pablo (født 13. april 1973 i Valentín Alsina, Argentina) er en argentinsk tidligere fodboldspiller (kantspiller).
López spillede størstedelen af sin karriere i Spanien, hvor han repræsenterede henholdsvis Real Zaragoza, Celta Vigo og Cádiz. Han spillede også fire år i hjemlandet hos Independiente. Han vandt det argentinske mesterskab med Independiente i 1994.
For det argentinske landshold spillede López 31 kampe og scorede fire mål. Han var en del af landets trup til VM 2002 i Sydkorea/Japan, men kom dog ikke på banen i turneringen, hvor argentinerne blev slået ud efter det indledende gruppespil.

## Titler
Primera División de Argentina
- 1994 (Clausura) med Independiente

Supercopa Sudamericana
- 1994 og 1995 med Independiente

Recopa Sudamericana
- 1995 med Independiente

UEFA Intertoto Cup
- 2000 med Celta Vigo